# 威姆斯山
77°27′S 86°10′W / 77.450°S 86.167°W

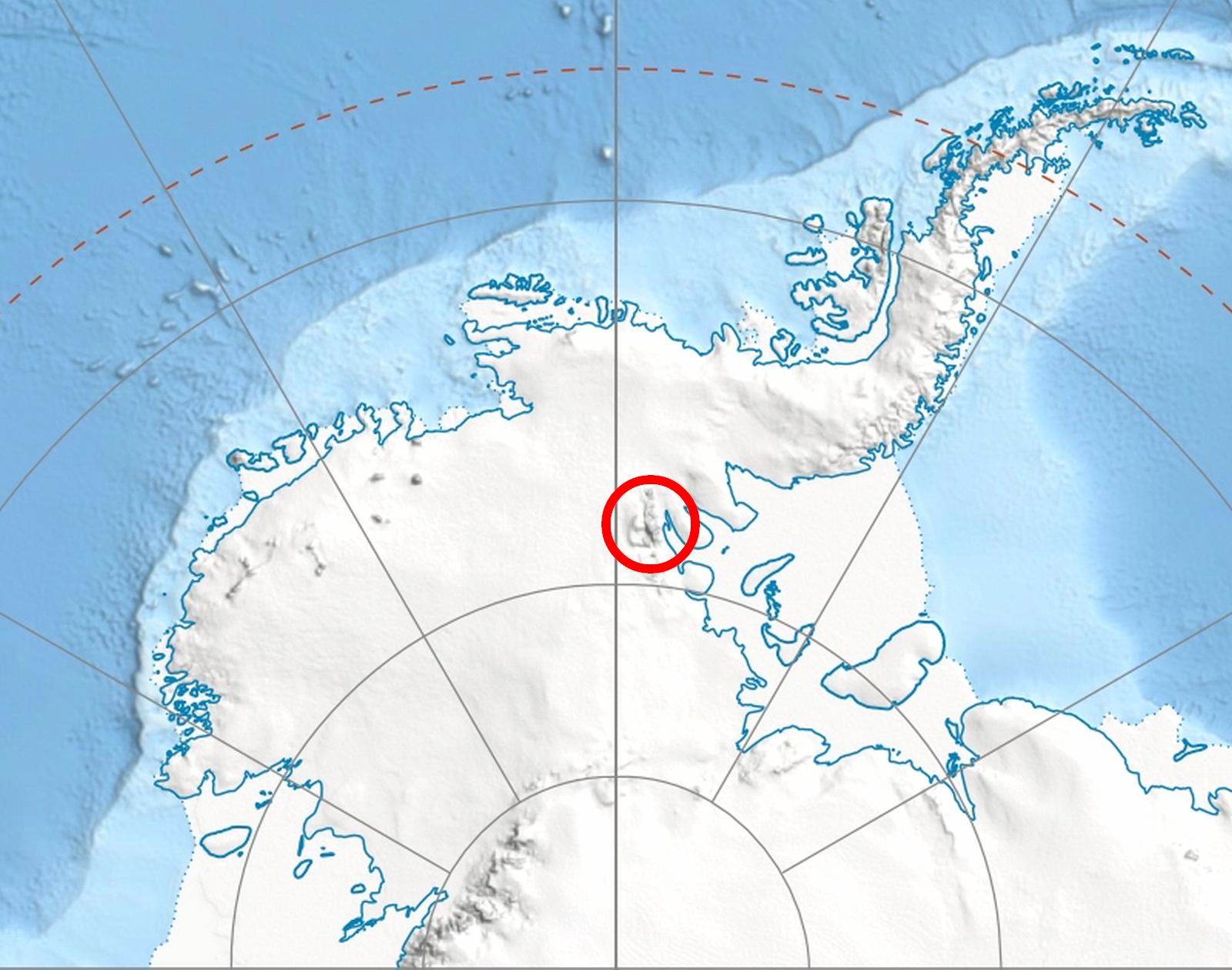

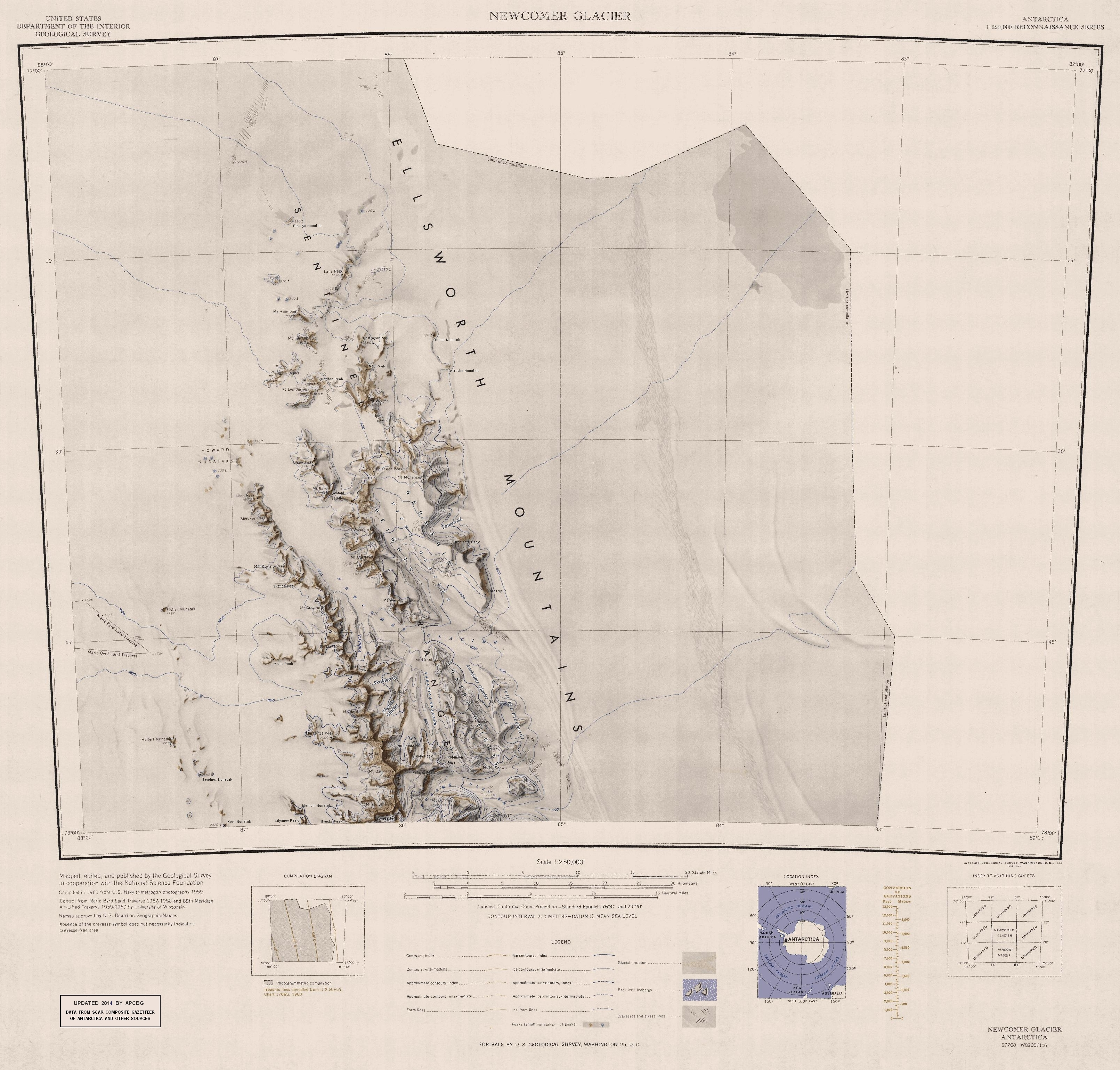

威姆斯山（英語：Mount Weems），是南極洲的山峰，位於埃爾斯沃思地，處於厄爾默山以北15公里，屬於埃爾斯沃思山脈中森蒂納爾嶺的一部分，海拔高度2,210米，在1935年11月23日由美國探險隊發現，現時由南極條約體系管理。